# Лёгкая атлетика на летних Олимпийских играх 1904 — бег на 4 мили среди команд
Соревнования по бегу на 4 мили среди мужских команд на летних Олимпийских играх 1904 прошли 3 сентября. Приняли участие десять спортсменов из двух стран.

## Призёры
| Золото                                                                             | Серебро | Бронза |
| США Джордж Андервуд · Говард Валентайн · Дэвид Мансон · Артур Ньютон · Пол Пилгрим | Смешанная команда Уильям Вернер (USA) Альберт Кори (FRA) Джим Лайтбоди (USA) Сидни Хатч (USA) Лейси Хирн (USA) | —      |

## Соревнование

### Индивидуальные результаты
| Место | Спортсмен              | Команда           | Результат  | Очки |
| ----- | ---------------------- | ----------------- | ---------- | ---- |
| 1     | Артур Ньютон (USA)     | США               | 21:17,8    | 1    |
| 2     | Джим Лайтбоди (USA)    | Смешанная команда | Неизвестен | 2    |
| 3     | Уильям Вернер (USA)    | Смешанная команда | Неизвестен | 3    |
| 4     | Лейси Хирн (USA)       | Смешанная команда | Неизвестен | 4    |
| 5     | Джордж Андервуд (USA)  | США               | Неизвестен | 5    |
| 6     | Пол Пилгрим (USA)      | США               | Неизвестен | 6    |
| 7     | Говард Валентайн (USA) | США               | Неизвестен | 7    |
| 8     | Дэвид Мансон (USA)     | США               | Неизвестен | 8    |
| 9     | Альберт Кори (FRA)     | Смешанная команда | Неизвестен | 9    |
| 10    | Сидни Хатч (USA)       | Смешанная команда | Неизвестен | 10   |

### Командный результат
| Место | Команда           | Очки |
| ----- | ----------------- | ---- |
| 1     | США               | 27   |
| 2     | Смешанная команда | 28   |